# Kärnskogsmossen
Kärnskogsmossen este o arie protejată (arie specială de conservare — SAC, sit de importanță comunitară — SCI, arie de protecție specială avifaunistică — SPA) din Suedia întinsă pe o suprafață de 847,7 ha, integral pe uscat.

## Localizare
Centrul sitului Kärnskogsmossen este situat la coordonatele 58°50′30″N 15°19′13″E / 58.8417°N 15.3203°E.

## Înființare
Situl Kärnskogsmossen a fost declarat sit de importanță comunitară în ianuarie 1998 pentru a proteja 14 specii de animale. Alte tipuri de protecție:
- arie de protecție specială avifaunistică (în iulie 2000)[2]
- arie specială de conservare (în martie 2011)[1][3][4]

## Biodiversitate
Situată în ecoregiunea boreală, aria protejată conține 7 habitate naturale: Mlaștini turboase de tranziție și turbării mișcătoare, Cursuri de apă de la nivel de câmpie la nivel montan, cu vegetație Ranunculion fluitantis și Callitricho-Batrachion, Turbării active, Păduri de conifere pe eskere fluvioglaciare sau legate la acestea, Taiga vestică, Lacuri și iazuri distrofice naturale, Mlaștini împădurite.
La baza desemnării sitului se află mai multe specii protejate de  păsări (14): cocoșul de mesteacăn (Bonasa bonasia), șorecarul comun (Buteo buteo), porumbel de scorbură (Columba oenas), ciocănitoare neagră (Dryocopus martius), ciuvică (Glaucidium passerinum), cocor (Grus grus), sfrâncioc roșiatic (Lanius collurio), codobatura galbenă (Motacilla flava), culic mare (Numenius arquata), vultur pescar (Pandion haliaetus), viespar (Pernis apivorus), ploier auriu (Pluvialis apricaria), cocoșul de mesteacăn (Tetrao tetrix tetrix),  cocoș de munte (Tetrao urogallus).